# Championnat de Thaïlande de football 2019
Navigation
2018 2020
La saison 2019 de la Thai League 1 est la vingt-troisième édition du championnat de Thaïlande de football et la deuxième sous l'appellation « Thai League 1 ».
Chiangrai United remporte son premier titre de champion de Thaïlande.

## Compétition
Le Pattaya United Football Club a été renommé Samut Prakan City FC et relocalisé à Samut Prakan.

### Classement
| Rang | Équipe               | Pts | J  | G  | N  | P  | Bp | Bc | Diff |
| ---- | -------------------- | --- | -- | -- | -- | -- | -- | -- | ---- |
| 1    | Chiangrai United     | 58  | 30 | 16 | 10 | 4  | 53 | 28 | +25  |
| 2    | Buriram UnitedT      | 58  | 30 | 16 | 10 | 4  | 51 | 25 | +26  |
| 3    | Port FC C            | 53  | 30 | 15 | 8  | 7  | 55 | 36 | +19  |
| 4    | Bangkok United       | 50  | 30 | 13 | 11 | 6  | 55 | 32 | +23  |
| 5    | Muangthong United    | 46  | 30 | 14 | 4  | 12 | 45 | 42 | +3   |
| 6    | Samut Prakan City FC | 43  | 30 | 12 | 7  | 11 | 44 | 50 | -6   |
| 7    | Chonburi FC          | 40  | 30 | 11 | 7  | 12 | 43 | 45 | -2   |
| 8    | Ratchaburi Mitr Phol | 38  | 30 | 10 | 8  | 12 | 48 | 48 | 0    |
| 9    | PT Prachuap          | 37  | 30 | 9  | 10 | 11 | 32 | 44 | -12  |
| 10   | Trat FCP             | 35  | 30 | 9  | 8  | 13 | 47 | 47 | 0    |
| 11   | PTT Rayong FCP       | 35  | 30 | 9  | 8  | 13 | 33 | 46 | -13  |
| 12   | Sukhothai FC         | 34  | 30 | 6  | 16 | 8  | 37 | 37 | 0    |
| 13   | Nakhon Ratchasima FC | 34  | 30 | 9  | 7  | 14 | 45 | 51 | -6   |
| 14   | Suphanburi FC        | 32  | 30 | 7  | 11 | 12 | 29 | 44 | -15  |
| 15   | Chainat Hornbill     | 30  | 30 | 8  | 6  | 16 | 31 | 50 | -19  |
| 16   | Chiangmai FCP        | 28  | 30 | 7  | 7  | 16 | 39 | 62 | -23  |

Qualifications asiatiques
Ligue des champions 2020
- 1er : phase de groupes
- C et 2e : deuxième tour de qualification

Relégation en Thai League 2 2020
- 14e, 15e et 16e : relégation

Abréviations
- T : Tenant du titre
- C : Vainqueur de la Coupe de Thaïlande 2019
- L : Vainqueur de la Coupe de la Ligue 2019
- S : Vainqueur de la Supercoupe de Thaïlande 2019
- P : Promus de la Thai Division 1 2018

- En cas d'égalité de points, le critère de départage est le nombre de points en confrontations directes.
- PTT Rayong FC est dissous en fin de saison.